# Chirocentridae
Chirocentridae, porodica riba iz reda sleđevki koja obuhvaća rod Chirocentrus Cuvier, 1816 a rasprostranjen je po Indijskom oceanu i zapadnom Pacifiku od Japana do Novog Južnoh Walesa i u Crvenom moru
- Chirocentrus nudus